# Rasbora wijnbergi
Rasbora wijnbergi és una espècie de peix cipriniforme de la família dels ciprínids.